# Amorphochelus tuberculatus
Amorphochelus tuberculatus är en skalbaggsart som beskrevs av Blanchard 1850. Amorphochelus tuberculatus ingår i släktet Amorphochelus och familjen Melolonthidae. Inga underarter finns listade i Catalogue of Life.